# Fair Oak and Horton Heath
Fair Oak and Horton Heath est une paroisse civile du Hampshire, en Angleterre.